# Африканский шипохвост
Африканский шипохвост (лат. Uromastyx acanthinura) — вид ящериц семейства агамовых, обитающий в Африке.

## Описание

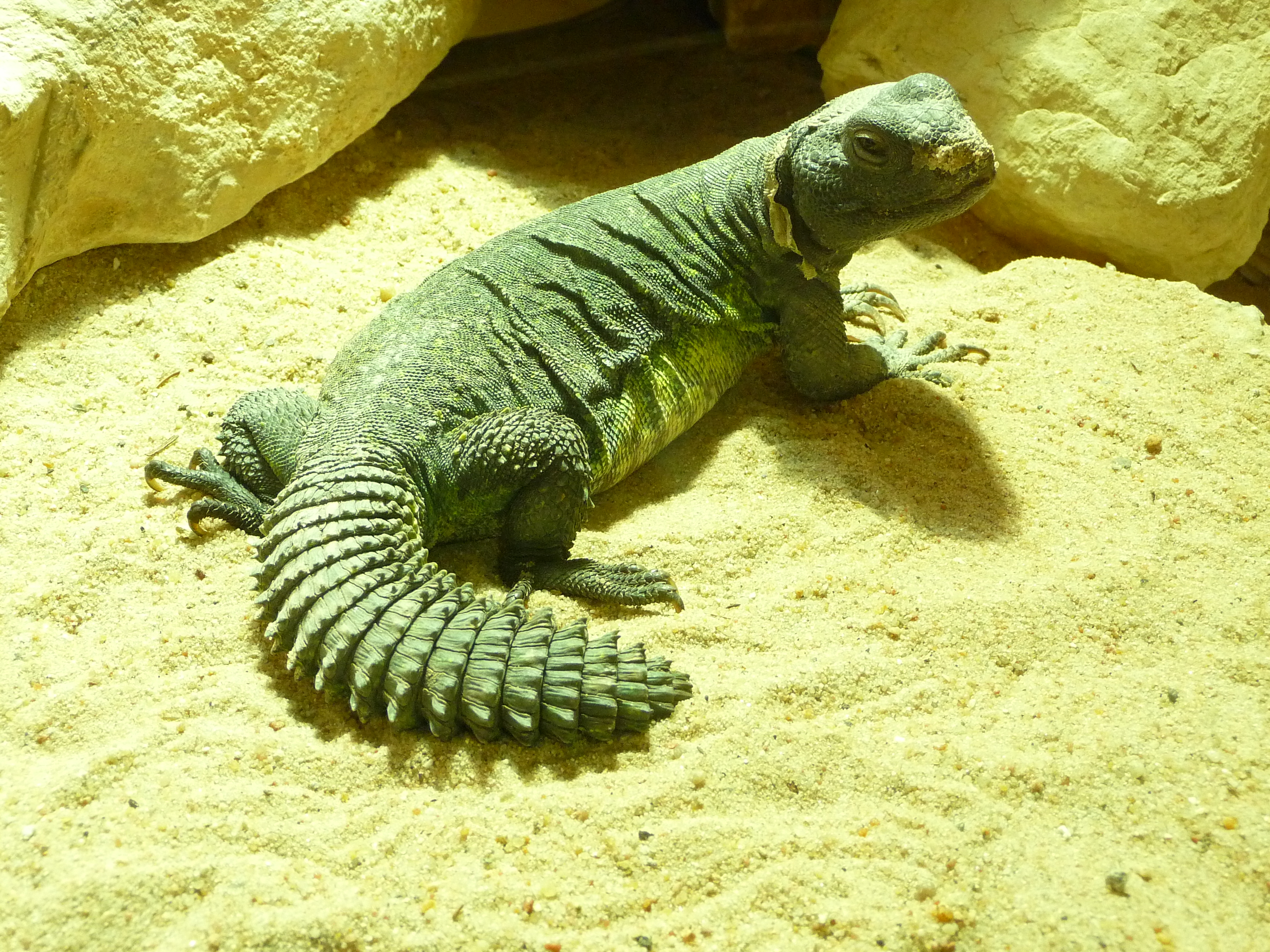

Общая длина достигает 40 см, вес 600 г. Хвост относительно короткий (менее 70 % длины тела), широкий и уплощенный сверху вниз, сужается только в последней трети. Сверху покрыт 16-20 поперечными полосами шипастой чешуи, снизу количество полос больше, а чешуя без шипов. Цвет оливково-зелёный, охристо-жёлтый, оранжевый или кирпично-красный с узором из более тёмных чешуек по общему фону. Иногда встречаются тёмные, почти чёрные особи. Голова часто темнее туловища. Насыщенной и яркой окраска шипохвостов становится, когда они хорошо разогреются на солнце, утром африканский шипохвост выглядит землисто-коричнево-серым.

## Образ жизни
Предпочитают полупустынные и пустынные ландшафты, скалистые предгорья, окраины оазисов. Селится в низинах местности на месте русел высохших ручьёв и рек, где растительность все же богаче, чем на открытых пространствах. Особенно это касается щебёночных, каменистых и песчаных пустынь — здесь шипохвост поселяется только на краях высохших озёр по окрестностям бесплодных земель. Прячется в собственных норах. Собираются колониями до 20 особей. Погодные условия влияют на активность африканского шипохвоста: в пасмурную погоду не отходит далеко от своей норы, а в дождь и во время песчаного урагана вообще не покидает её. Активен утром и вечером. Питается растительной пищей, однако во время засухи может употреблять насекомых, сухие семена, веточки кустарников, экскременты газелей.

## Размножение
Это яйцекладущая ящерица. Спаривание начинается в марте-апреле. Сроки беременности различны в разных частях ареала. Примерно в середине лета самка откладывает 19—20, максимум 23 яйца в боковой камере норы на глубине около 60 см от поверхности. Вес одного яйца 8—10 г, размеры в среднем 38,2×21,2 мм. Через 2 месяца появляются молодые шипохвосты.

## Распространение
Распространён в северной Африке от Египта до Сенегала.